# トゥアール
トゥアール （Thouars）は、フランス、ヌーヴェル＝アキテーヌ地域圏、ドゥー＝セーヴル県のコミューン。かつてはトゥアール＝シュル＝ル＝トゥエ（Thouars-sur-le-Thouet）といった。

## 地理

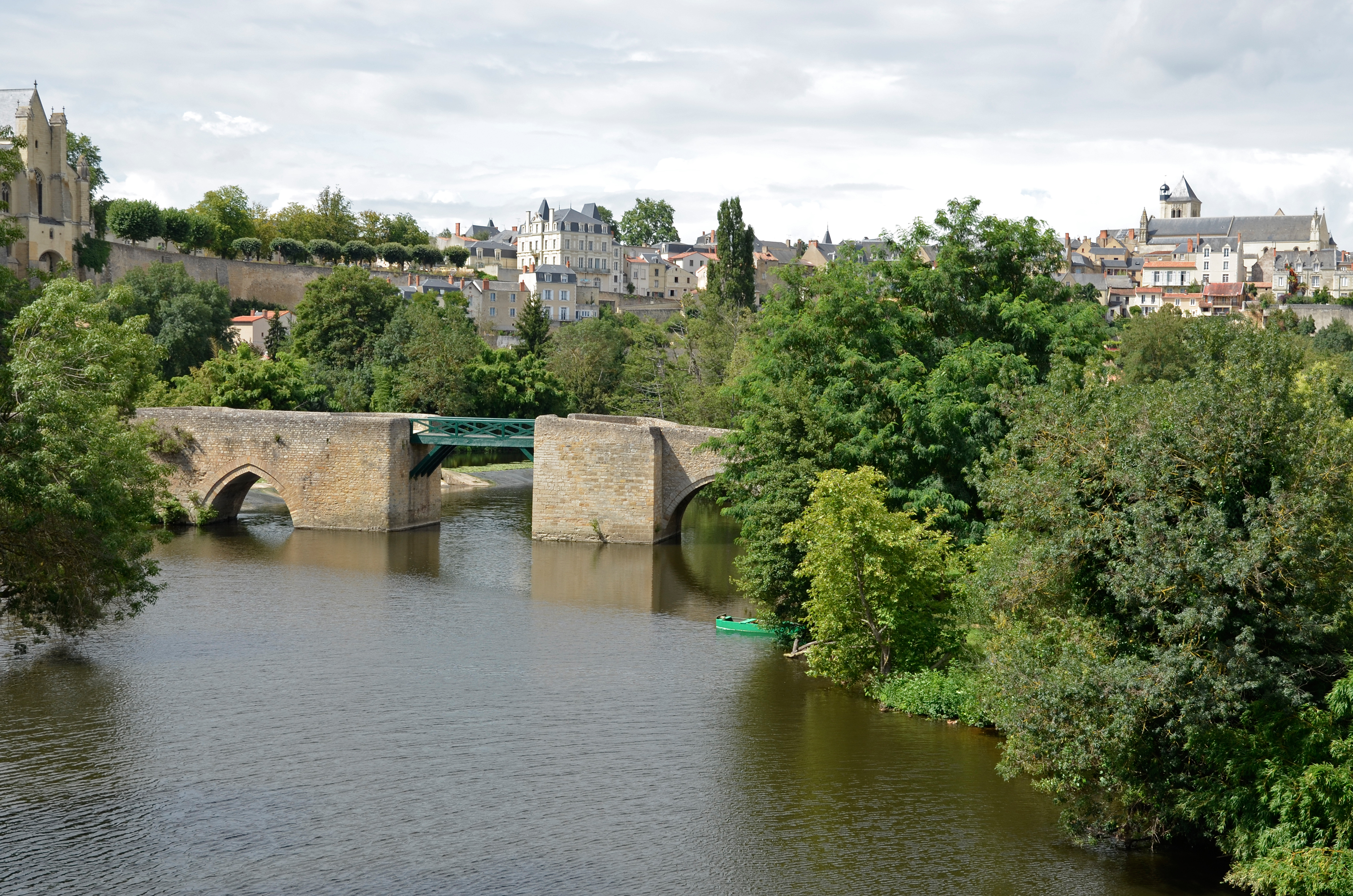
トゥエ川と市街

県北部に位置するトゥアールは、ロワール川の支流トゥエ川を見下ろす台地の上にある。自然区分上の地方で、トゥアール平野の大半と、ルデュネ地方（現在はヴィエンヌ県）のモンコントゥール周辺からなるトゥアルセ地方の中心地である。近接する都市は、ブレシュイール、パルトネー、ソミュール、ルダンである。
トゥアールはフランス西部の大規模都市、ニオール、ポワティエ、アンジェから陸路でそれぞれ約50分の距離にある。トゥアールはフランス国鉄の駅があり、飛行場もある。

## 由来
ラテン語のつづりToareca（メロヴィング朝時代）、762年のToarcisというつづりが証拠である。地名の過程としてしばしば挙げられるのは、河川の名から由来することである。トゥエ（7世紀にはToare、866年にはToarum）にはケルト語の接尾辞-icaがついていた · 。

## 歴史

### 古代
トゥアールの中に最初に定住地ができたのは約5000年前である。彼らの居住地は、現在の城と旧市街の中間、トゥエ川の端にあった。居住地の男性は、フルーリの丘にあるドルメンに埋葬された。彼らはモンサヴァールの洞窟を占拠して、モット・デ・ジュスティスの墳丘墓に彼らの神々を召還していた。この墳丘墓は工業地帯に位置して、今日ほとんど見えなくなっている。その寸法は全長174m、幅15mあり、フランス最長の聖域でヨーロッパ最大級のものの1つである。
旧市街で発見されたローマ街道の痕跡は、古代に人の定住があったとする仮説を証明したとみなされている。
都市の歴史が始まったのは8世紀である。760年代のトゥアールは、アキテーヌの一部だった。これは、当時の年代記にあるように、地域全体では最強の要塞だった。アキテーヌ独立のためアキテーヌ公ヴァイフルが戦っていた時代、アキテーヌを手に入れようとしていたのはフランク王ピピン3世だった。762年、将来シャルルマーニュとなる息子を連れたピピンはトゥアールに到着した。彼らはガロ＝ローマ時代の都市を破壊し、城に火をつけた。9世紀からトゥアールを子爵が世襲するようになり、5世紀以上この封土を統治した。
初代子爵はジョフロワ1世である。彼は14世紀後半までトゥアルセ地方を統治したトゥアール家を創設した。
アキテーヌへの入り口、アンジューの南側にあるトゥアール子爵領は、オー＝ポワトゥー地方から海に向けて伸びる戦略上の封土で非常に豊かだった。
トゥアール最初の都市は、現在の城とオレンジ園の中間にあった。また、第二の砦はサン・メダール教会とポール・アンヌ・デズレの間にあったと考えられている。12世紀、砦は木造からモンコントゥールのダンジョンに匹敵する石造に変えられた。町の周囲を木造の防衛設備が取り囲んでいた。最初の宗教的建造物が建てられた。現在は失われているサン・ピエール・デュ・シャトレ教会、サン・ラン修道院（聖ローの聖遺物を収容するため建てられた）である。巡礼者たちの流入に対処するため、南側にサンタンドレ橋（現在消滅）が、西側にサン・ジャック橋が建てられた。最後に、人口が増加して、壁の外に新しい教会が建てられた。それがサン・メダール・デ・シャン教会である。

### 中世

トゥアール家の紋章

1151年にトゥアール副伯ジョフロワ4世は、アンジューおよびメーヌ伯アンリ・プランタジネットの忠実な同盟者だった。しかし、1154年にアンリがイングランド王ヘンリー2世になると、彼はフランス王ルイ7世と同盟することに決めた。この時代のトゥアールは、ヘンリー2世が治めるアンジューと、ルイ7世と王妃アリエノール・ダキテーヌの離婚で独立したアキテーヌとの間で立ち往生していた。1152年にヘンリー2世はアリエノールと結婚している。この結婚によって、アキテーヌは己の運命をイングランド王国に結び付けた（しかし一度も国土の一部にはならなかった）。トゥアールは、後世にプランタジネット帝国と呼ばれる、イングランド王家に何らかの形で関連する広大な領地の真ん中で、飛び地となっていたのである。
1158年8月18日に起きた反乱を事実として考慮すると、ヘンリー2世は3日間の包囲戦の後に怒涛の勢いで都市を攻略した。サン・メダール教会は燃やされ、新しい城は取り壊された。ジョフロワ4世の後継者たちは、時にはフランス王の背中に隠れ、ある時はイングランド王とともにあるといった具合に、日和見の姿勢をとった。13世紀にはカペー朝とプランタジネット朝の間の様々な紛争に対処し、都市はその建築様式を変化させた。城壁は9mの高さで建設され、全長4.5kmで取り巻いていた。37の塔と3か所の門で補強され、中世都市の北と東の往来の監視を可能にしていた。今日、プランス・デ・ガル塔とプレヴォ門が唯一残っている。パリ門は19世紀に取り壊された。

### 百年戦争のトゥアール
14世紀半ば、イングランドはフランスの国土の多くをその勢力下においていた。ブレティニーの和議によってトゥアールを含むポワトゥーがイングランドに返還された。シャルル5世はその後、ベルトラン・デュ・ゲクランをフランス元帥に任命し、失われた国土を再度取り戻すために派遣された3万の軍隊の先頭に彼を据えた。トゥアール市街は1372年6月に包囲下にあり、わずか5か月後に多大な損失を出して子爵アモーリー4世・ド・クランは降伏した。プレヴォ門が開かれ、デュ・ゲクランの手に都市の鍵が手渡された。トゥアールがフランスに決定的に併合されたのは、1372年11月30日、ベルトラン・デュ・ゲクランの手によってであった。
フランス領に併合されると、子爵領は徐々にその権限と独立性を失っていった。その後1397年に、トゥアール子爵継承者で共同統治者のペロネーユ・ド・トゥアール（アモーリー4世・ド・クランの妻）が死ぬと、再びその勢力は減少した。トゥアール家の直系は6世紀あまり存続して断絶した。

### トゥアールとアンボワーズ家

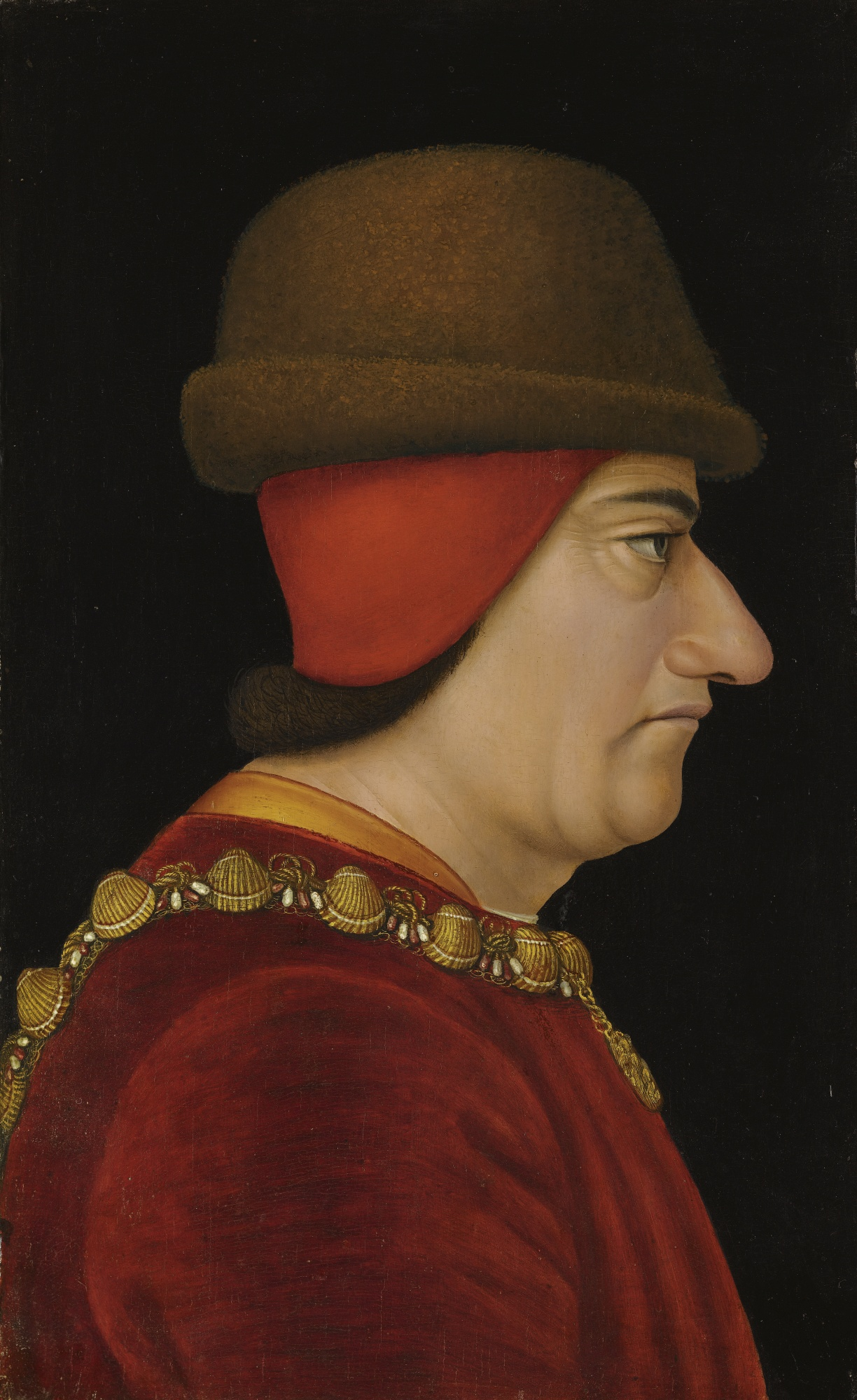
フランス王ルイ11世

トゥアール家が断絶すると、都市はアンボワーズ家の手に渡ったが短期間で、一連の陰謀の後、子爵ルイ・ダンボワーズはルイ11世に領地を没収された。ルイ11世はトゥーレーヌで幼少時代を過ごしており、1472年以降、友であるアルジャントン領主フィリップ・ド・コミヌとトゥアール周囲の森で狩りをするのがならいとなった。王位についたルイ11世はしばしばプレシ・レ・トゥール城におり、定期的にトゥアールに滞在した。子爵に対する陰謀が始まったのはこの時だった。ルイ11世は子爵ルイ・ダンボワーズの行動を支持しなかった。ルイ・ダンボワーズの豪華な生活と伝説的な道楽を批判した。トゥアール子爵は最初の妻ルイーズ・マリー・ド・リウーに面と向かって残酷な仕打ちをし、タルモンの城に投獄された。その後迎えた二度目の妻ニコル・ド・シャンブはすぐに毒殺されている（彼女はアレクサンドル・デュマ・ペールの小説『モンソローの奥方』に影響を与えた）。
1469年、ラ・ブロス領主で子爵の名づけ子であるルイ・タンドと共謀し、王はいくつかの所有地の権利書を破壊し、フランス王領に子爵領を併合してしまった。その褒美として、ルイ・タンドは王の顧問に任命され、ボルドー高等法院の初代総裁となった。彼はまた、ルイ11世を繰り返し迎えて歓待した、美しい邸宅を建設している。ユーグ・アンベールによれば、オテル・タンドは、『イングランド王の住まい』と呼ばれていた12世紀の古い邸宅の基盤の上に建設されたようである。
1470年5月には、ルイ11世がニコラ・ド・ロレーヌと長女アンヌ・ド・フランスの政略結婚を決め、トゥアール子爵領をアンヌに結婚持参金として授けた。1473年7月27日のニコラの死まで子爵領はアンヌのものだった。1476年からルイ11世が直接統治を始め、町は刷新と繁栄の時代を迎えた。さらに、1478年12月29日、王はトゥアールに王の本拠地を置くよう命じたのである。中世の城の城壁が復元され、サン・ラン教会が印象的なゴシック様式の尖塔を採用したのはこの時期である。しかし、サン・ラン教会が特別な名声を得ることができたのは、王太子妃マルグリット・デコスのおかげである。彼女は礼拝堂を建設させ、亡くなって数年後には教会の墓に埋葬されている。
町では人々が往来する主な道路は改善されていった。ポン・ヌフ（現在のポン・デ・シュアン）は強固にされ、都市南東からの往来を保護していた。
自らの寿命が尽きる前に、ルイ11世は正当な所有者にトゥアールを返還することにした。ルイ・ダンボワーズの孫ルイ2世・ド・ラ・トレモイユが子爵に返り咲いたのである。

### ラ・トレモイユ家のトゥアール

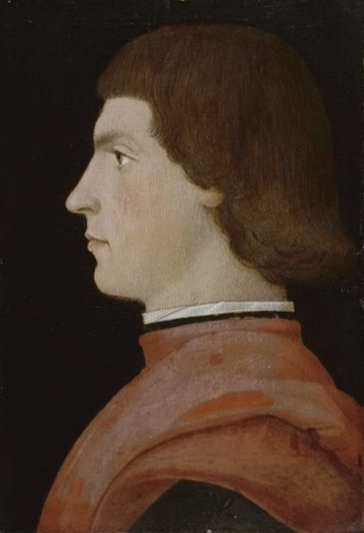
ルイ2世・ド・ラ・トレモイユ

ルイ2世・ド・ラ・トレモイユは、しばしば王家の任務で剣を抜いて戦った人格者である。ルイ2世はフランソワ1世の側について戦った一方で、妻ガブリエル・ド・ブルボン（モンパンシエ伯ルイ1世の娘）は、トゥアール市中の様々な事業に着手した。彼女は、ノートルダム教会近くにあった中世の城を解体し、当時流行した建築様式で再建した。サント・シャペル・ノートルダム参事会管理教会は、フランスにおいてユニークなものである。
1563年、トゥアール子爵領はシャルル9世のラ・トレモイユ家への好意によって公爵に取り立てられた。しかし、ラ・トレモイユ家が公爵に格上げされたことでトゥアール住民の生活が変化することはなかった。なぜならトゥアールはプロテスタント派の牙城であるため、ユグノー戦争で手痛い打撃を受けたのである。17世紀初頭まで、トゥアールは平和と繁栄を見つけることはできなかった。
トゥアール南部は1635年以降始まった巨大な事業で変貌した。アンリ3世・ド・ラ・トレモイユ（fr）の妻マリ・ド・ラ・トゥール＝ドーヴェルニュ（fr）が新しい城の建設を望んだためである。
1699年に施行された一連の図面は、17世紀後半の下町の位置の変遷を示している。当時の目録によれば、オランジュリー（オレンジ園）は182本のオレンジの木があった。17世紀初頭、マリー・ド・ラ・トゥール＝ドーヴェルニュの孫息子シャルル・ベルジック・オランド・ド・ラ・トレモイユ（fr）は、城の庭園を再設計した。これによって厩舎が壊され、四輪馬車は車庫にしまわれてしまった。城のすぐ近くに再建されることになった新しい厩舎は、王室建築家ロベール・ド・コット（fr）に委託された。
未完成のまま厩舎は、19世紀に工房、女子学校、さらには兵舎へと次々に変えられた。今日、ここにはコミューンのビジュアル・アーツ学校、『レジスタンス運動と自由』センター、トゥアルセ地質学分析センターが入っている。

### 反乱の始まりと1789年の革命

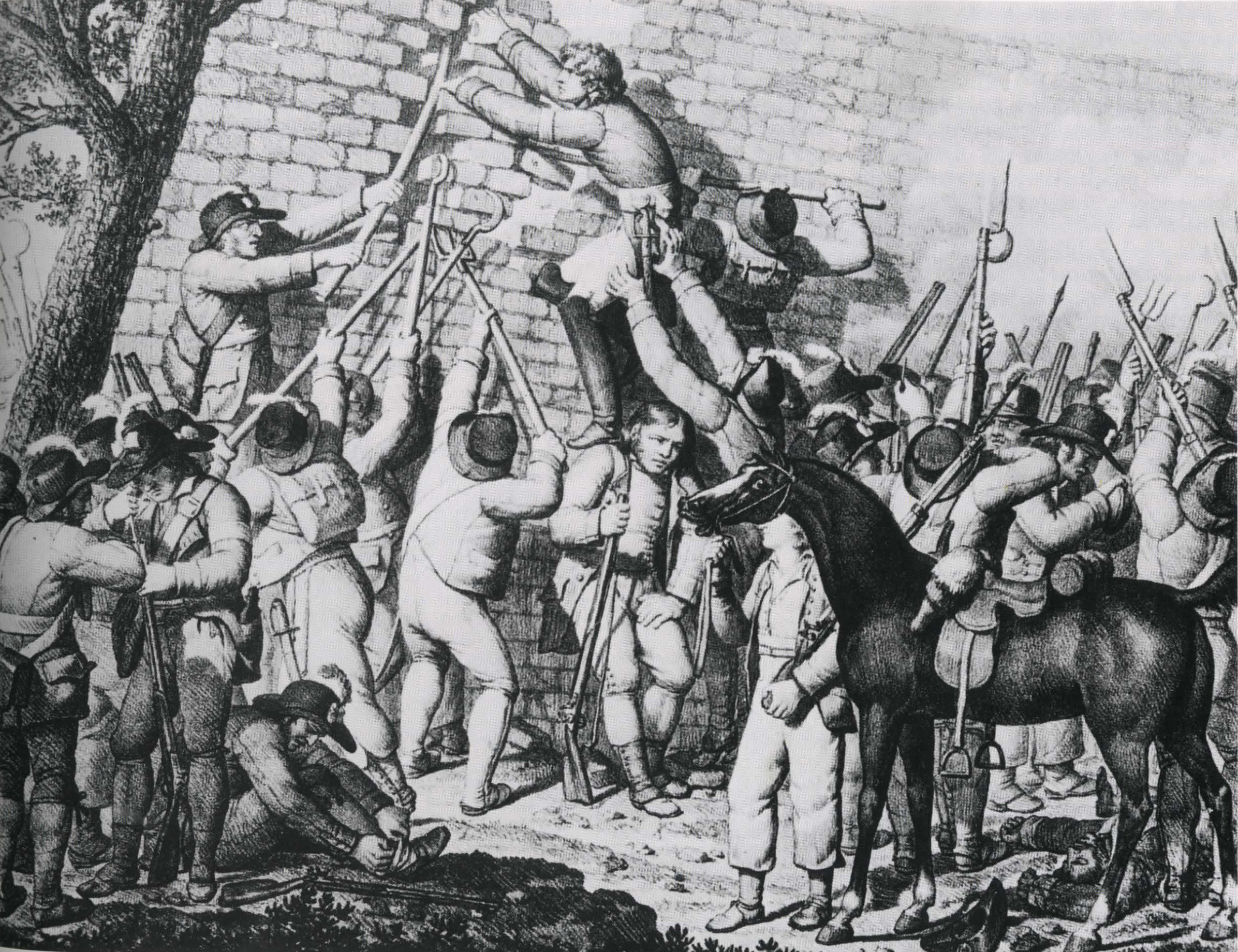
トゥアールの戦いにおいて、城壁を破壊するアンリ・ド・ラ・ロシュジャクラン

18世紀のトゥアールは連続して発生した自然災害で知られるようになる。1708年、ひどい旱魃が寒い冬、不作、飢餓と疫病の原因となった。サン・メダール教区では180人の死者が出た。そして、地震と2か月続いた雷雨、嵐が都市を打ちのめした。1711年12月10日、ゴシック様式のサン・ラン教会の尖塔部分が、大ミサの時間帯に崩落した。建物は1世紀以上そのままにされた。
この時代、ラ・トレモイユ家の歴代公爵たちはトゥアールの町への関心を失っていた。フランス王宮廷の素晴らしさが彼らをヴェルサイユ宮殿に留め置いたのである。彼らはごくまれにしかトゥアールへ戻らず、収穫期の徴税の時にだけトゥアール住民の運命を気にしていた。
町では、恨みが大きくなり、怒りが醸成されていった。1789年の革命思想は地域全体の琴線に触れた。バスティーユ襲撃後、トゥアール住民たちはサン・メダール教会の正面に自由の木（fr）を植えた。大多数の意見の一致は住民の間で高く、聖職者たちの一部ですら共和国の思想を受け入れた。しかし事件が立て続けに起きた。1791年、ジャコバン派修道院が国有財産化されたうえ売却され、火薬倉庫になった。修道院は結局一部が壊された。尖塔を失っていたサン・ラン教会は、教会内での礼拝を禁止され、愛国者の建造物が内陣に建立された。建物はまた、宴会場や結婚式会場としても使われた。城のふもとのポン・ヌフはポン・シュアン（シュアン橋）と改名させられた。ヴァンデの王党派軍が1793年5月のトゥアールの戦いに勝利してトゥアールに堂々と入場する際、この橋を通過したからである。トゥアールはヴァンデ戦争中にヴァンデ軍にあっさりと占領されたが、1793年9月からの攻撃で撃退され、共和国の思想は最終的に勝利した。
1814年、ルイ18世のブルボン復古王政は巨大な不満を集めた。秘密結社が共和国の復活を模索した。こうした秘密結社のうちの1つが、攻撃の開始場所にトゥアールを選んだ。1822年2月24日、ベルトン将軍に指揮された『自由の騎士たち』（les Chevaliers de la Liberté）が憲兵隊を急襲した。ベルトンはトゥアール住民を説得しようとしたが、反乱は失敗した。1822年6月17日に彼は逮捕され、判決を受けてポワチエでギロチン刑にされた。彼の共犯者ジャグランとソーヴェの2名は、1822年10月7日、サン・メダール広場でギロチン刑にされた。

### 産業と鉄道員のトゥアール

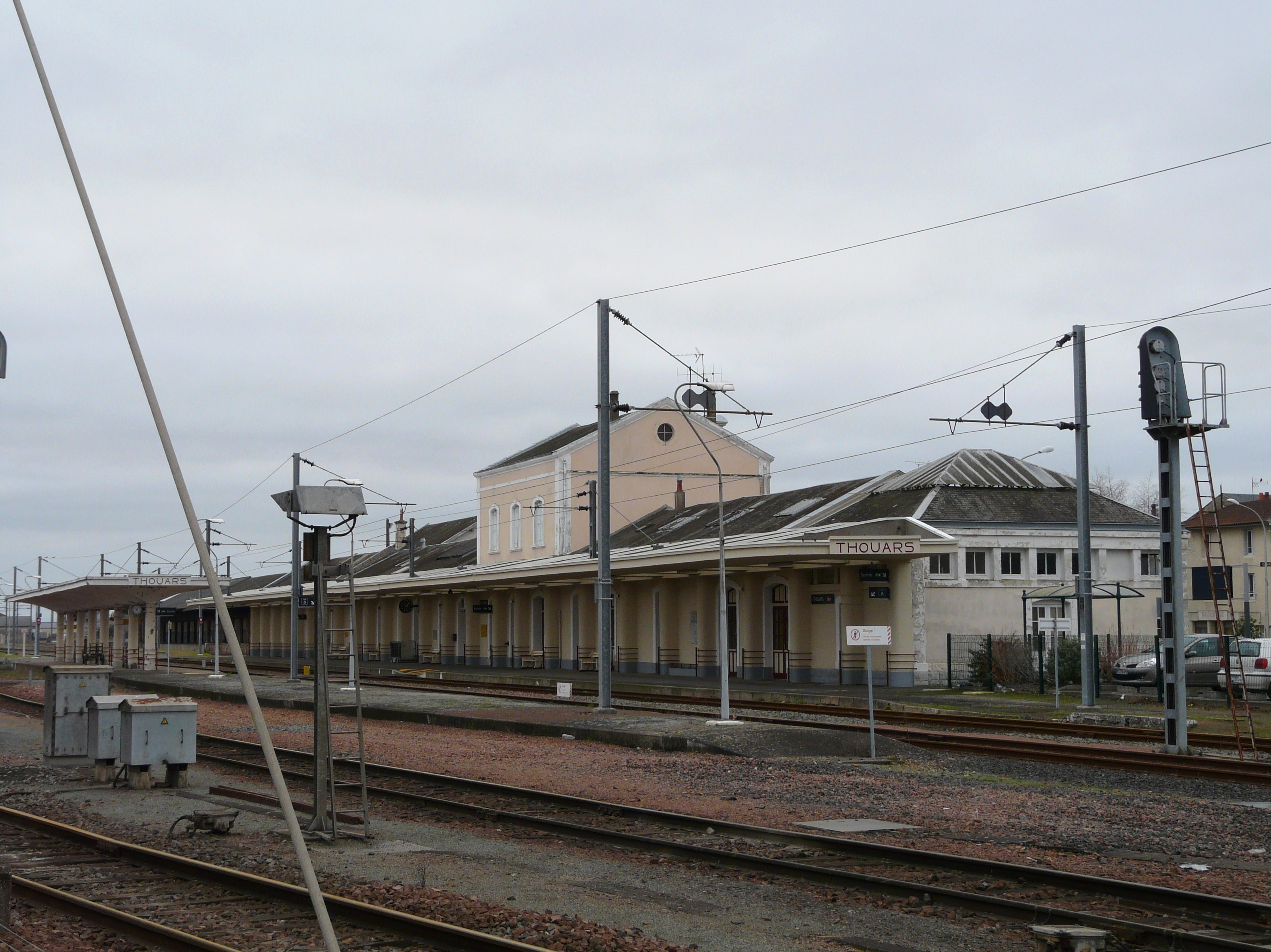
トゥアール駅

トゥアールは1790年から1795年まで地区中心地であり、1800年から1804年まで郡庁だった。
町は19世紀後半から20世紀前半まで、鉄道に関連する経済活動のおかげで発展した。鉄道に関係する人口の割合が重要であったために、『鉄道員の町』（cité cheminote）という別名で呼ばれた時代があった。トゥアール駅はパリ/ボルドー間、トゥール/レ・サーブル＝ドロンヌ間の鉄道路線に位置していた。一日当たり65本の旅客車や貨物車が発着していた。
今日では、町は高齢化や1970年代からの人口減少に苦しんでいる。このために地方公務員たちが研究や、自治体間のレベルさらにはトゥアルセ地方での新規事業の誘致に熱意を注ぐことにつながり、町の学校維持や経済復興を後押しすると予想される新たな住民の獲得に結び付いている。

## 人口統計
| 1962年 | 1968年 | 1975年 | 1982年 | 1990年 | 1999年 | 2008年 | 2013年 |
| ------ | ------ | ------ | ------ | ------ | ------ | ------ | ------ |
| 11257  | 11787  | 12141  | 11498  | 10905  | 10656  | 9853   | 9302   |

参照元:1962年から1999年までは複数コミューンに住所登録をする者の重複分を除いたもの。それ以降は当該コミューンの人口統計によるもの。1999年までEHESS/Cassini、2004年以降INSEE。

## 史跡
- ラ・トレモイユ公爵城 - 17世紀。現在マリー・ド・ラ・トゥール＝ドーヴェルニュ中学校となっている。
- 城壁 - 12世紀から13世紀にまでさかのぼる広大なもの。
  - プランス・ド・ガル塔[11] - 駐屯地の食物倉庫や、塩の密売業者を収容する刑務所であったこともある。
  - プレヴォ門の塔[12] - 1372年11月30日、ベルトラン・デュ・ゲクランの軍が入った。12世紀の長方形の塔
- シュアン橋[13][14] - シュアンとは、ヴァンデ戦争と同時期にロワール川北部でゲリラ戦を行った王党派を意味する。

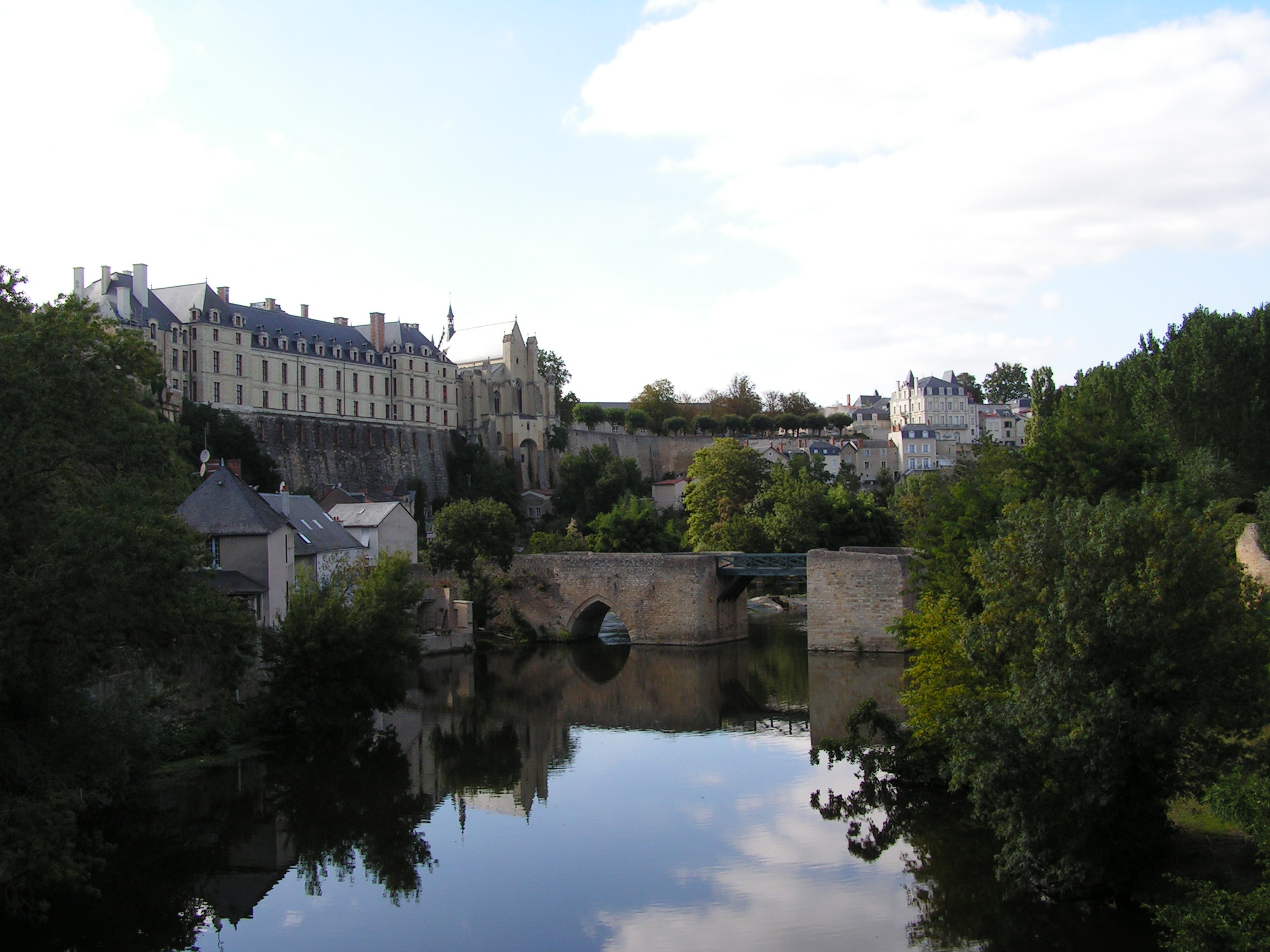
トゥエ川とシュアン橋を見下ろすラ・トレモイユ公爵城と付属礼拝堂
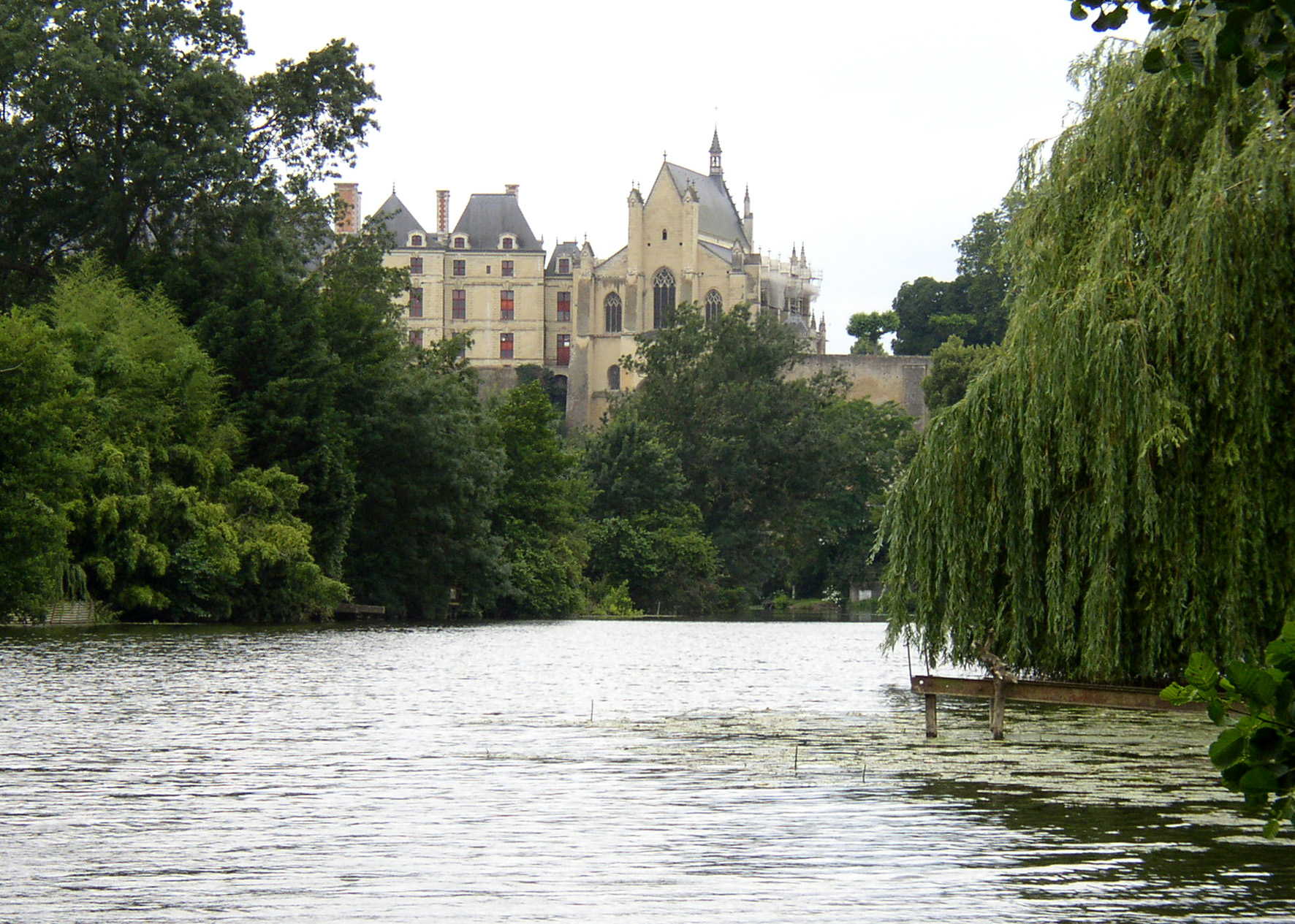
ラ・トレモイユ公爵城と付属礼拝堂
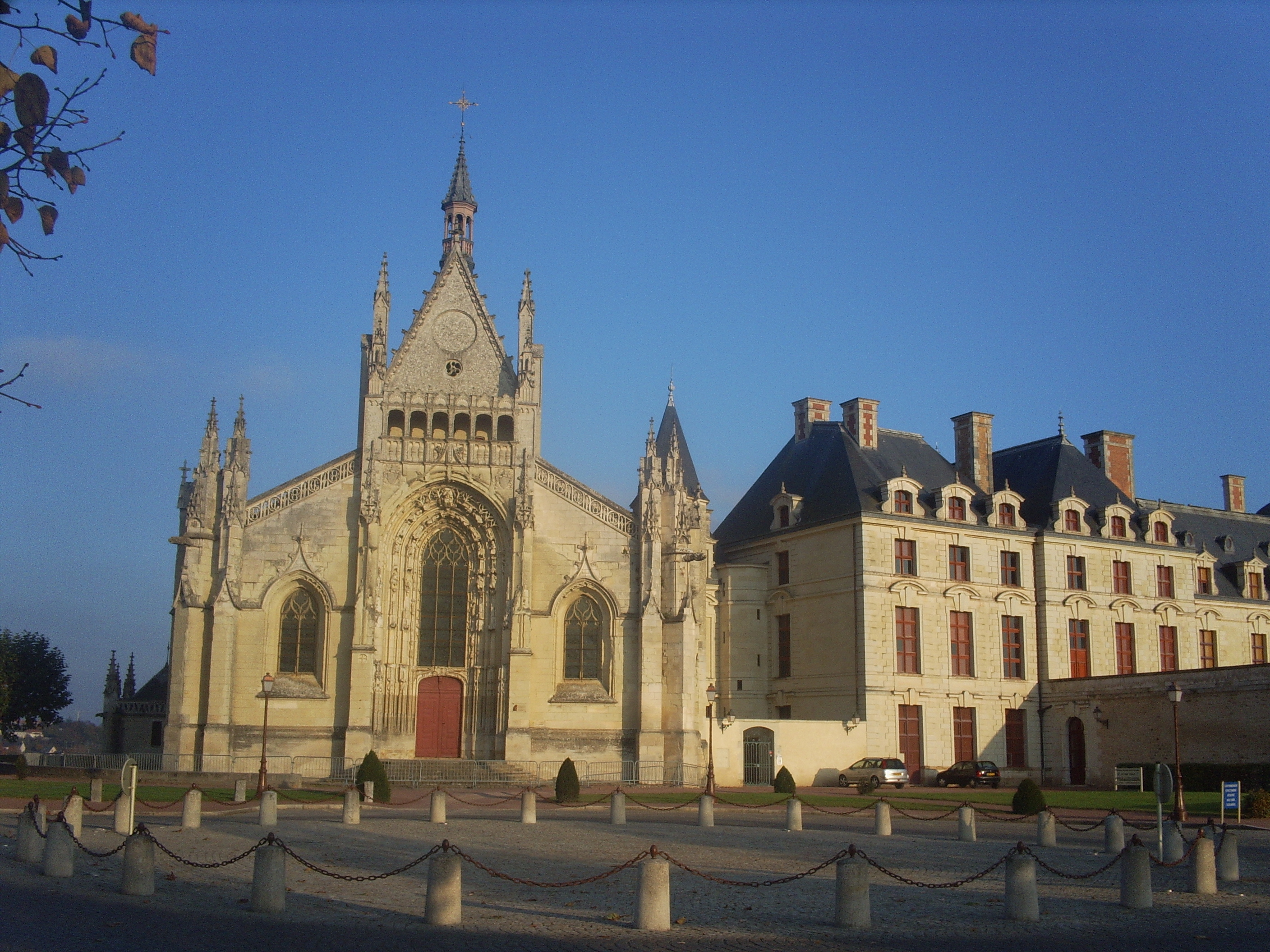
公爵城付属礼拝堂
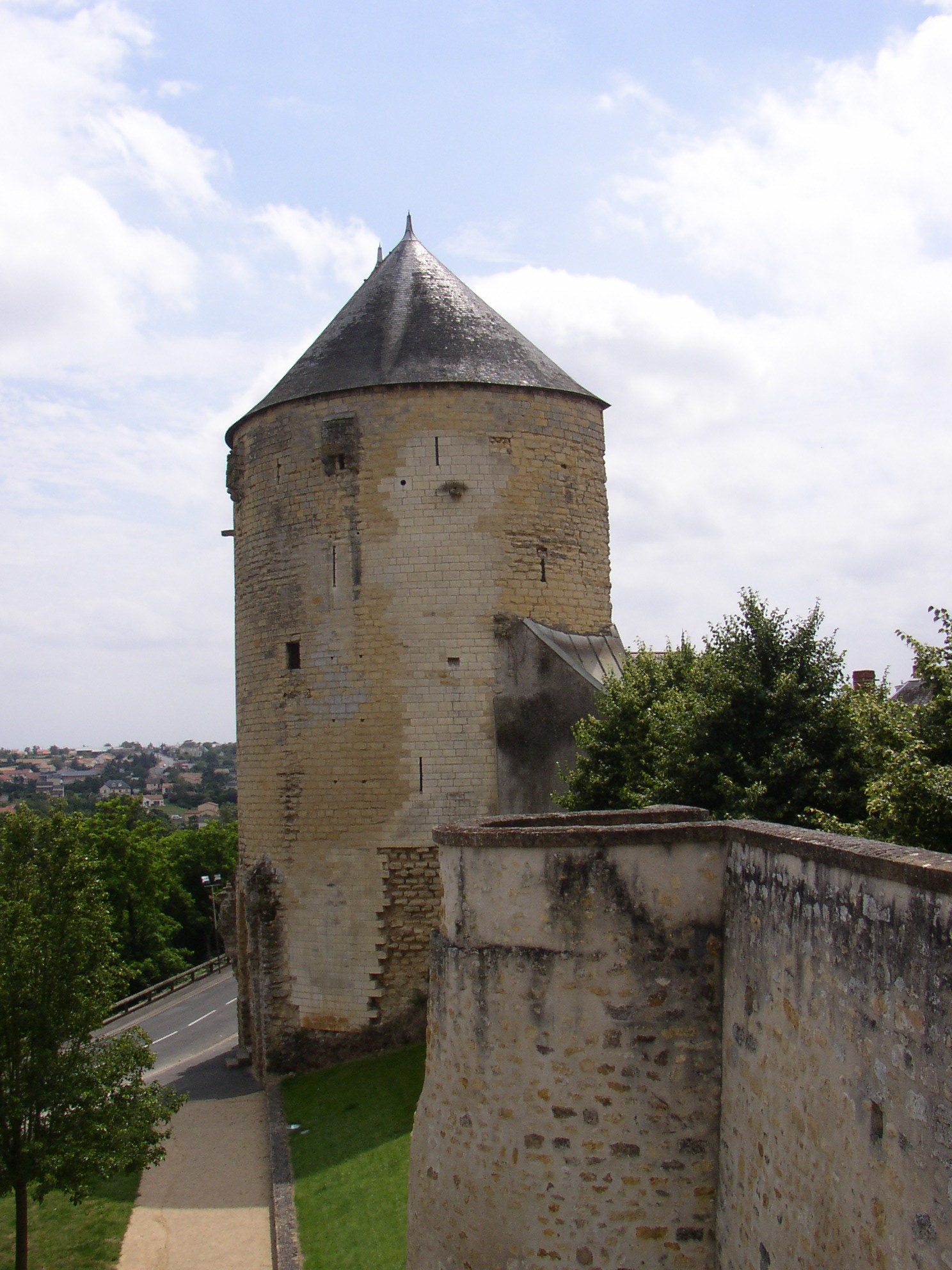
プランス・ド・ガル塔
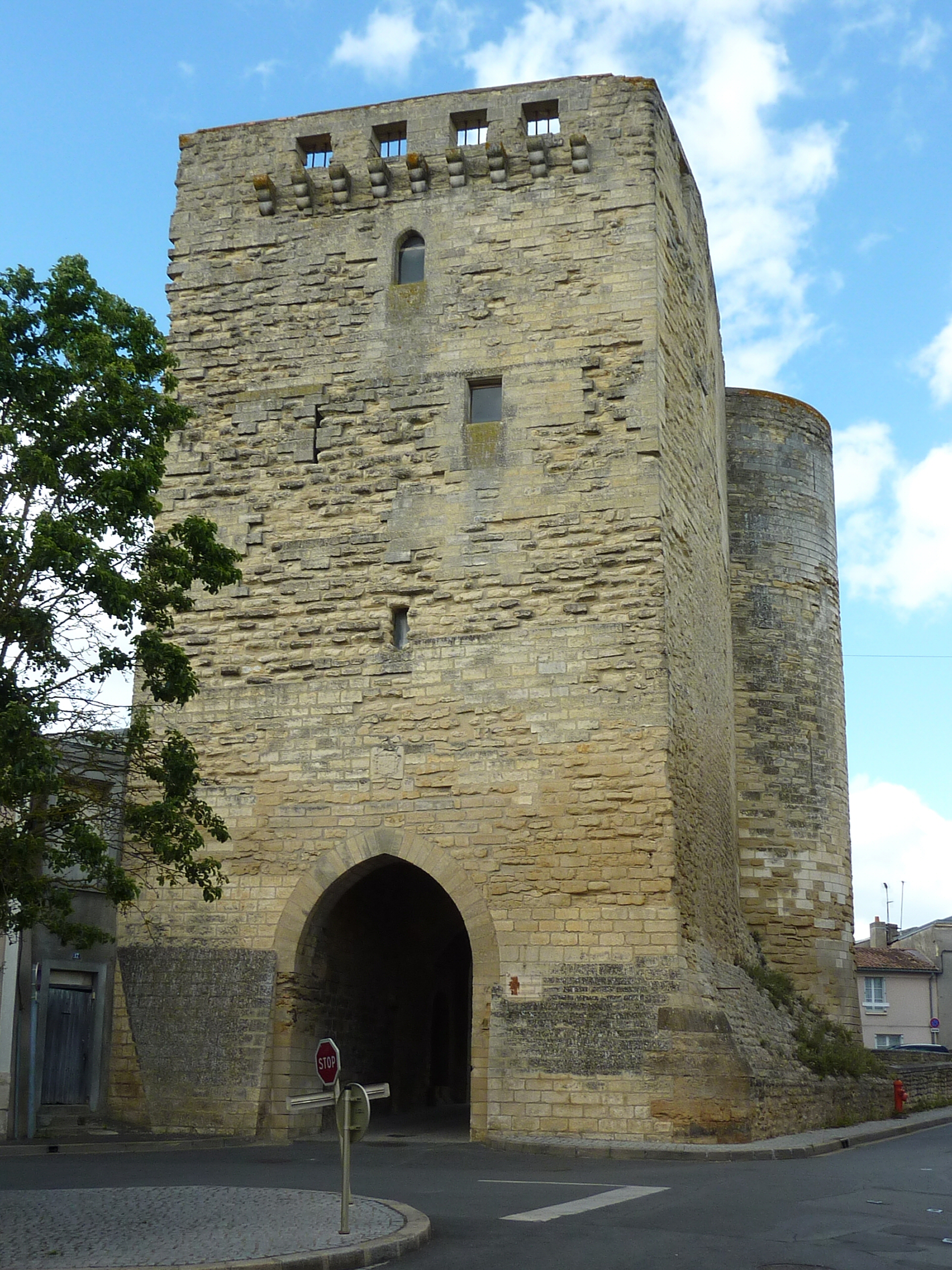
プレヴォ門の塔
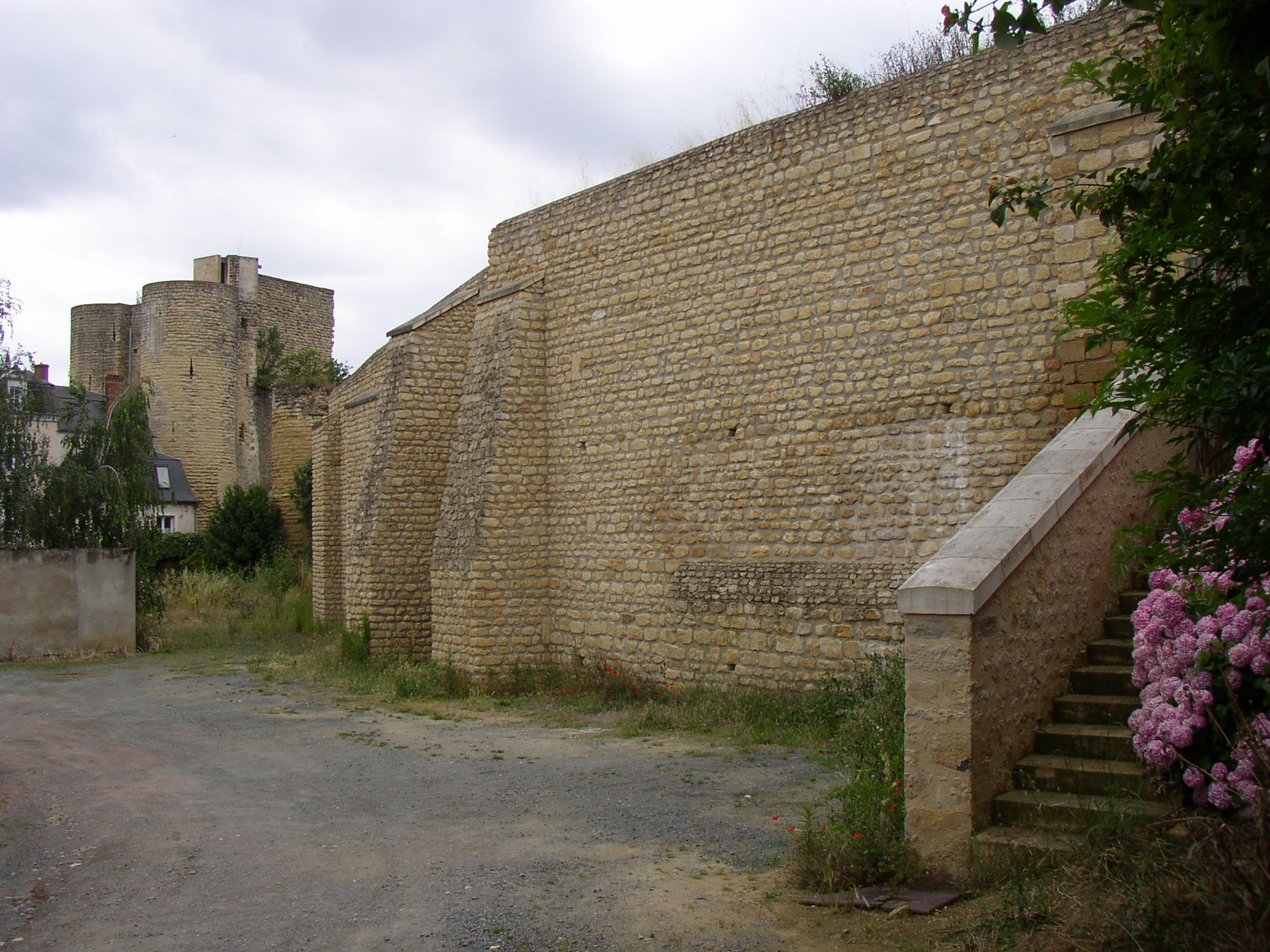
城壁とプレヴォ門の入り口
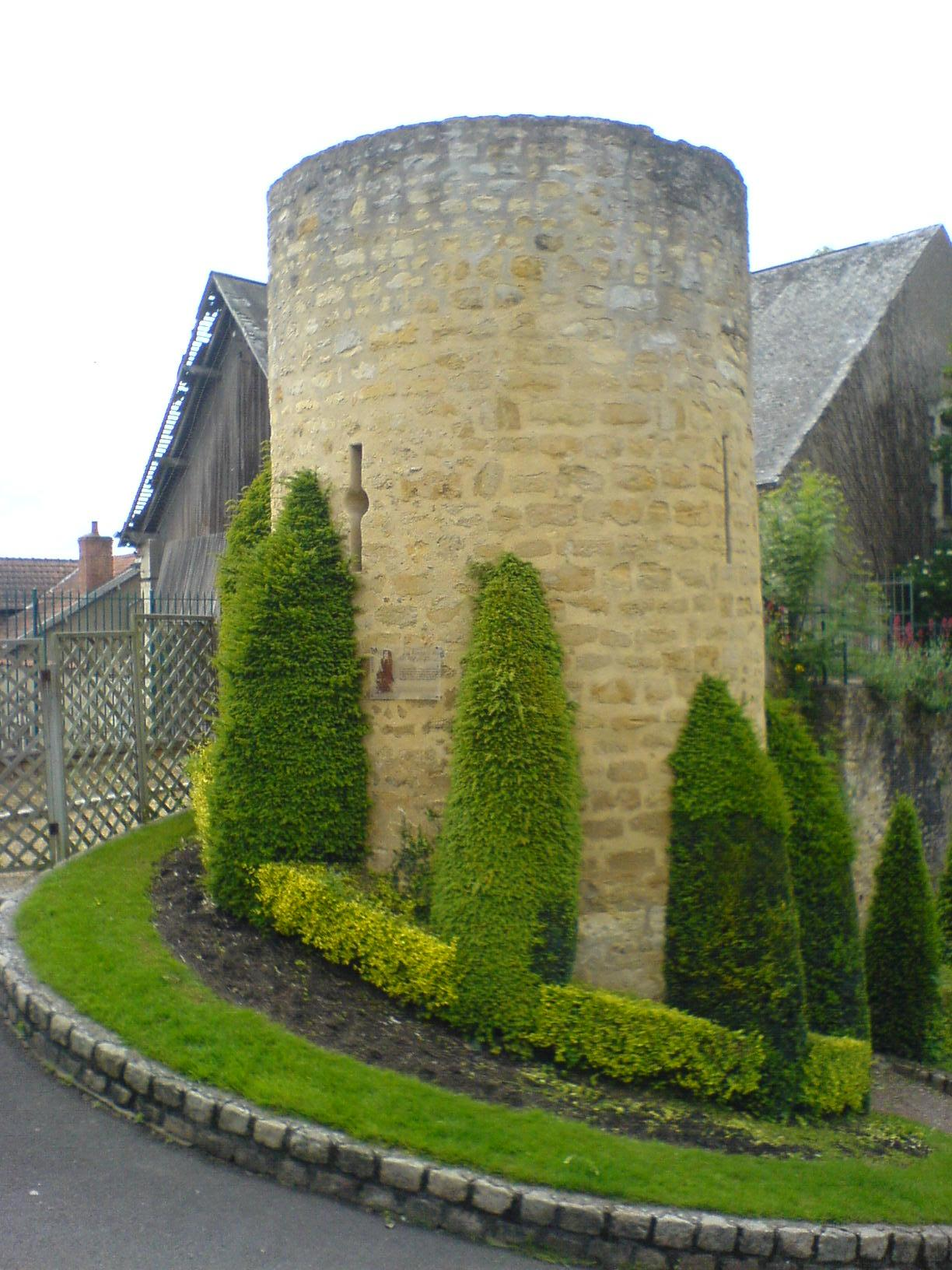
城壁の塔
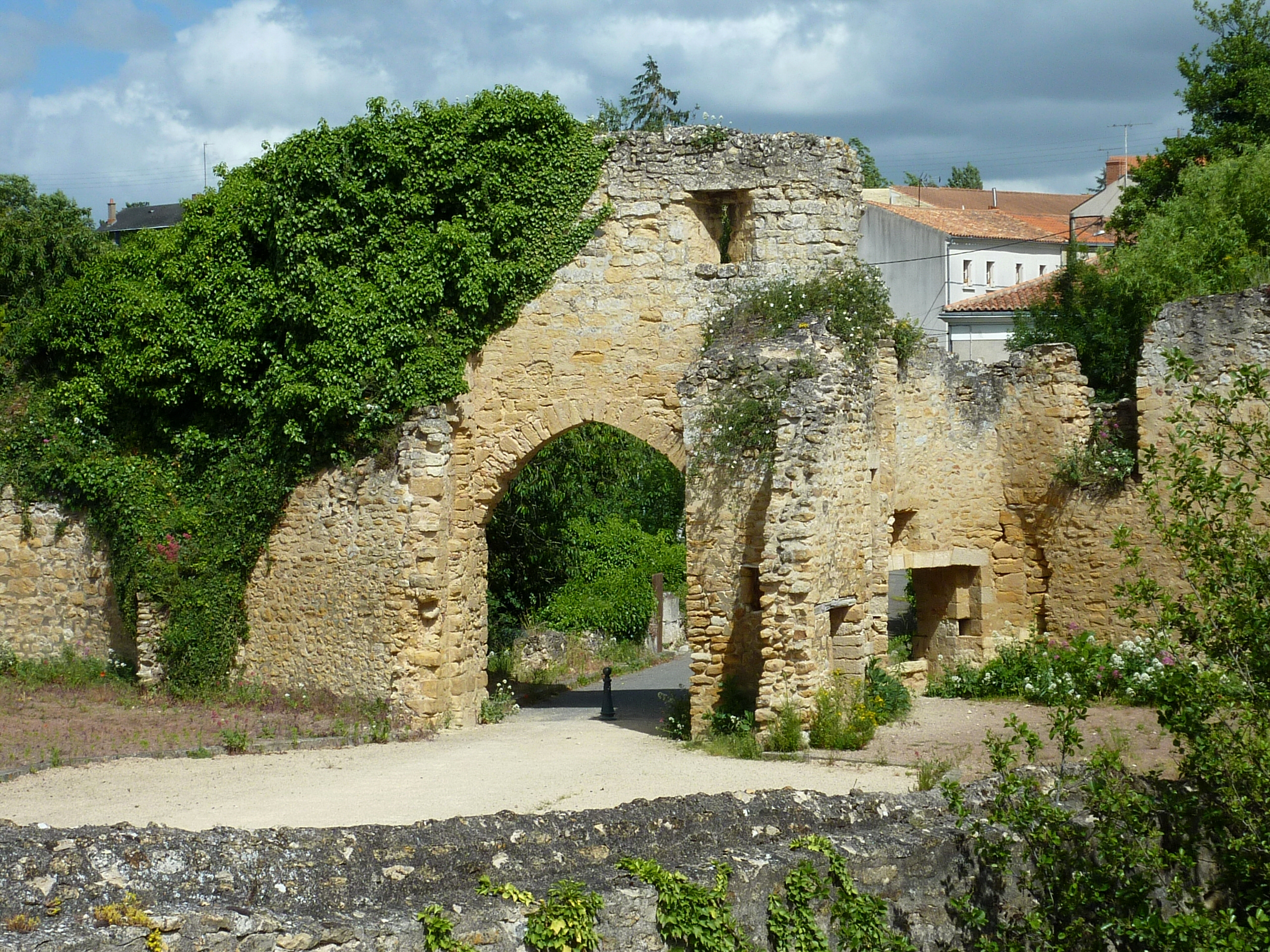
マイヨ門とシュアン橋の銃眼
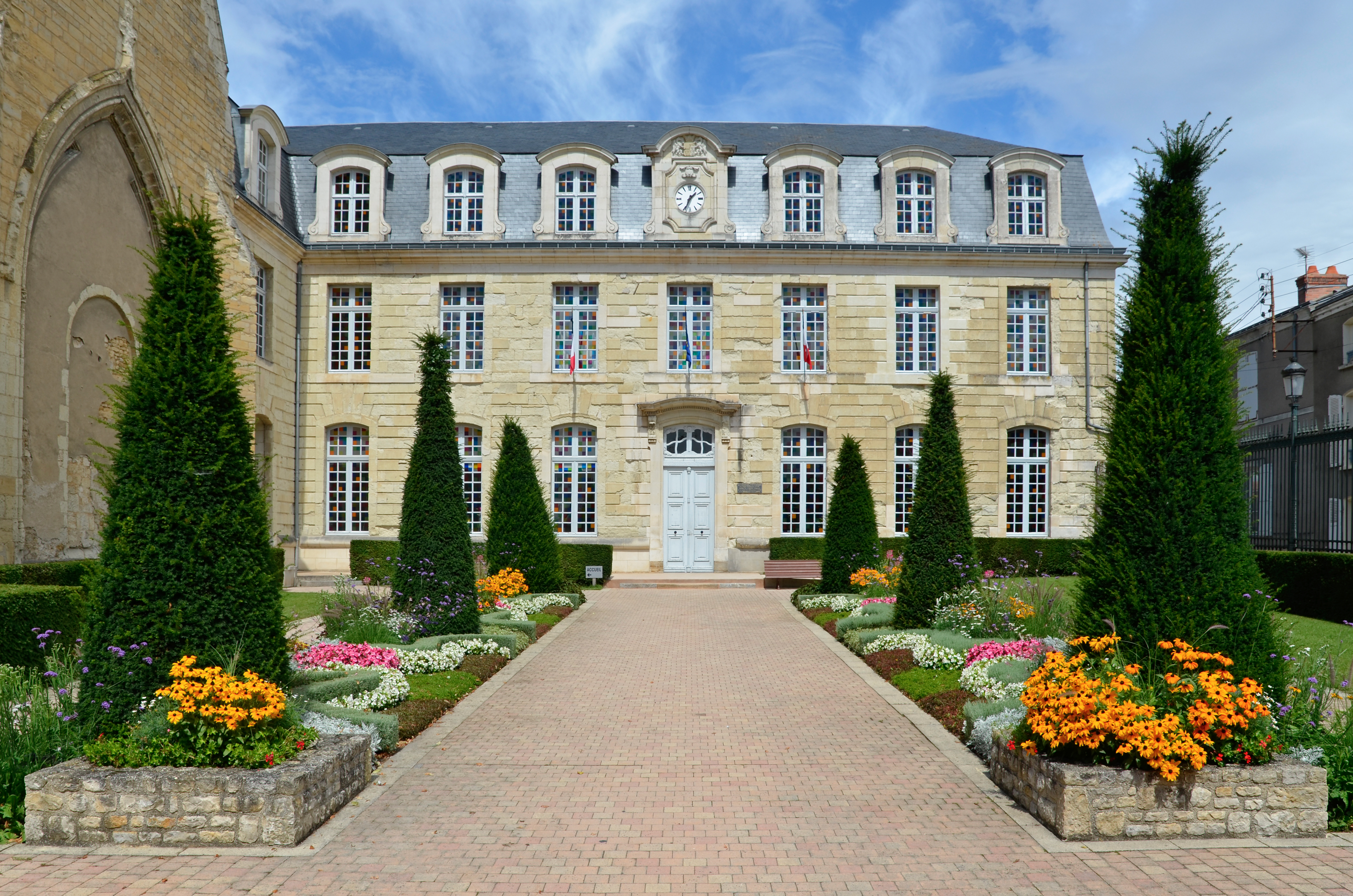
サン・ラン教会に隣接するコミューン役場
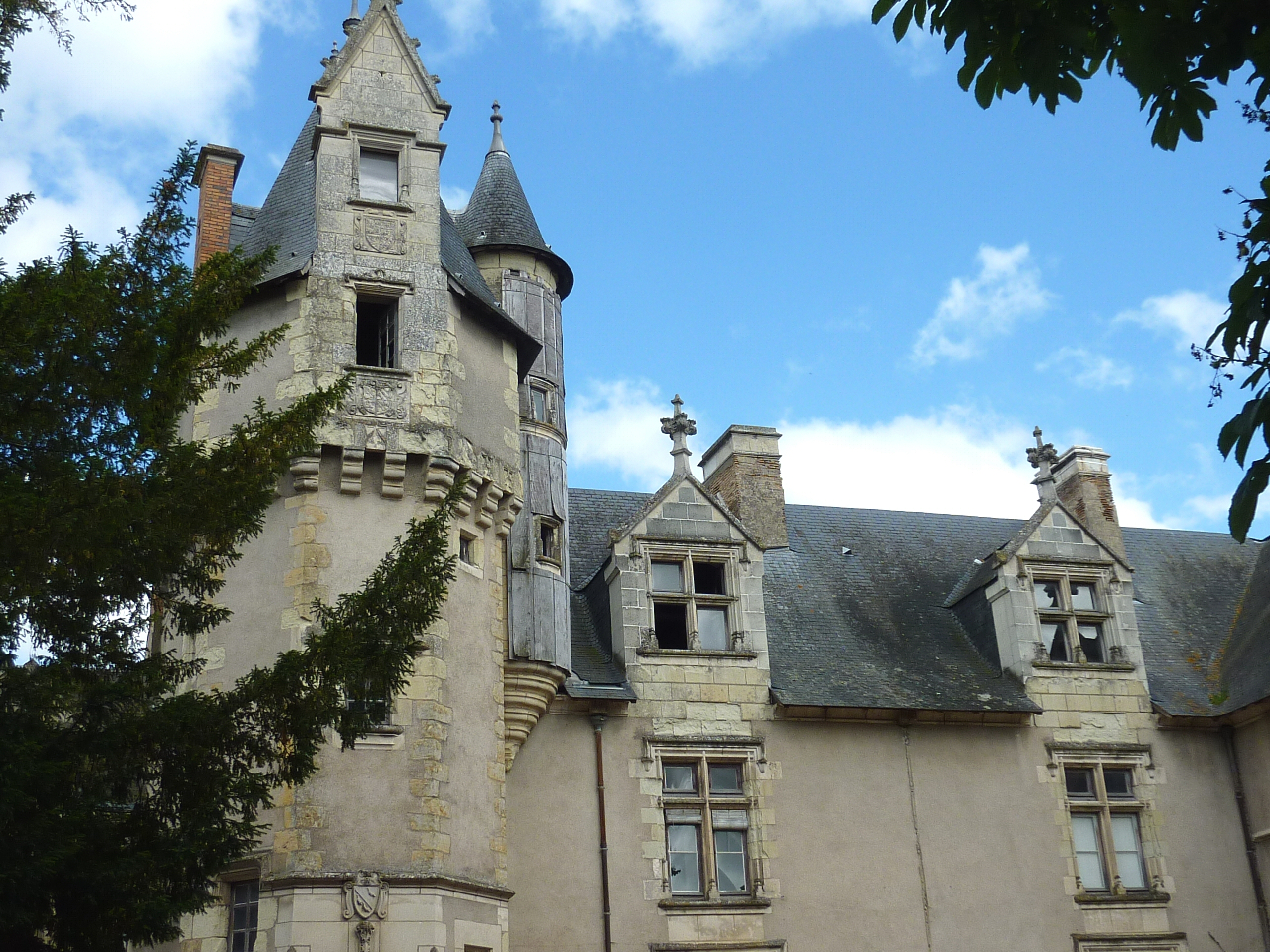
タンド総裁邸
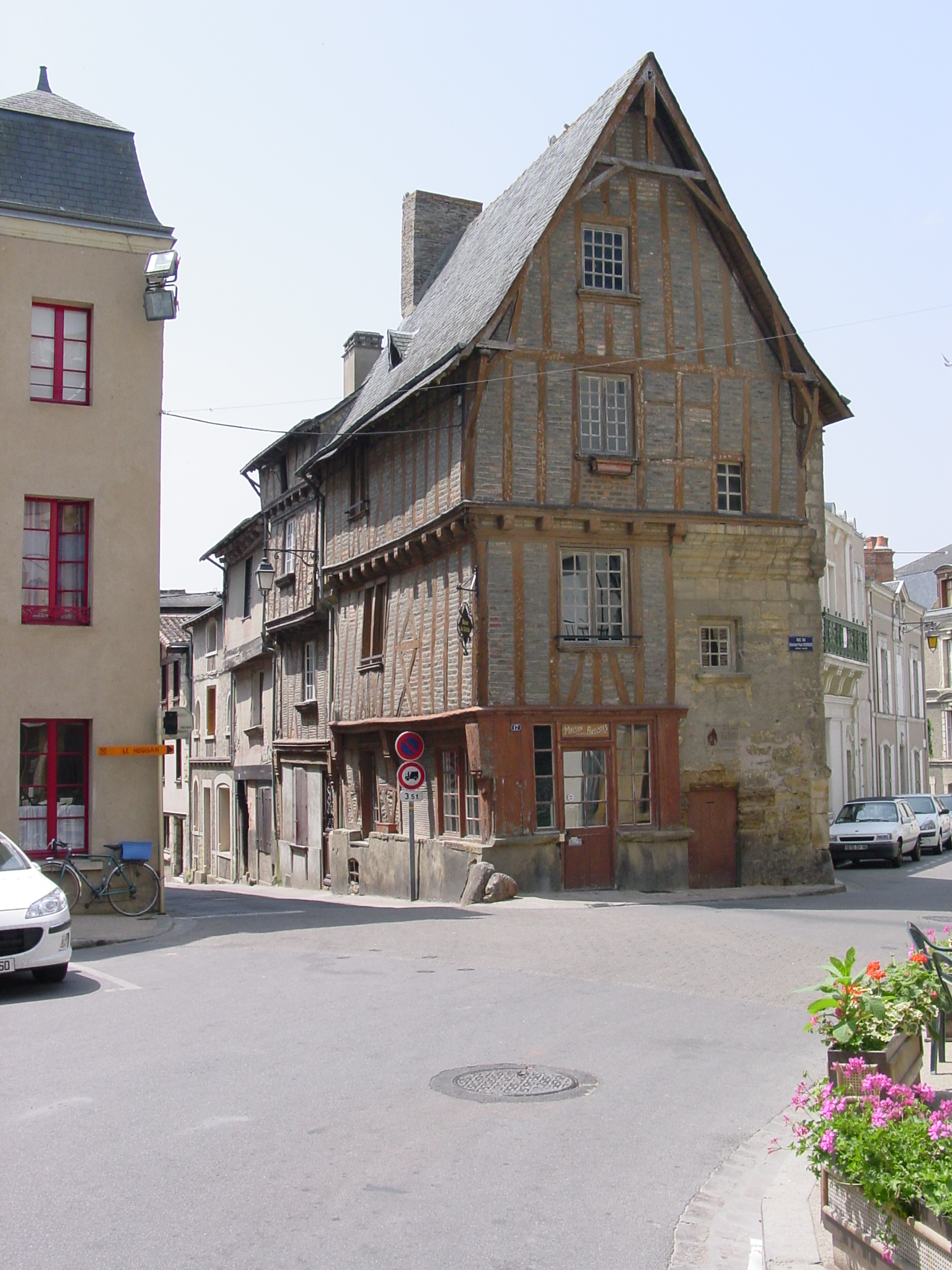
職人の住宅、サン・メダール広場
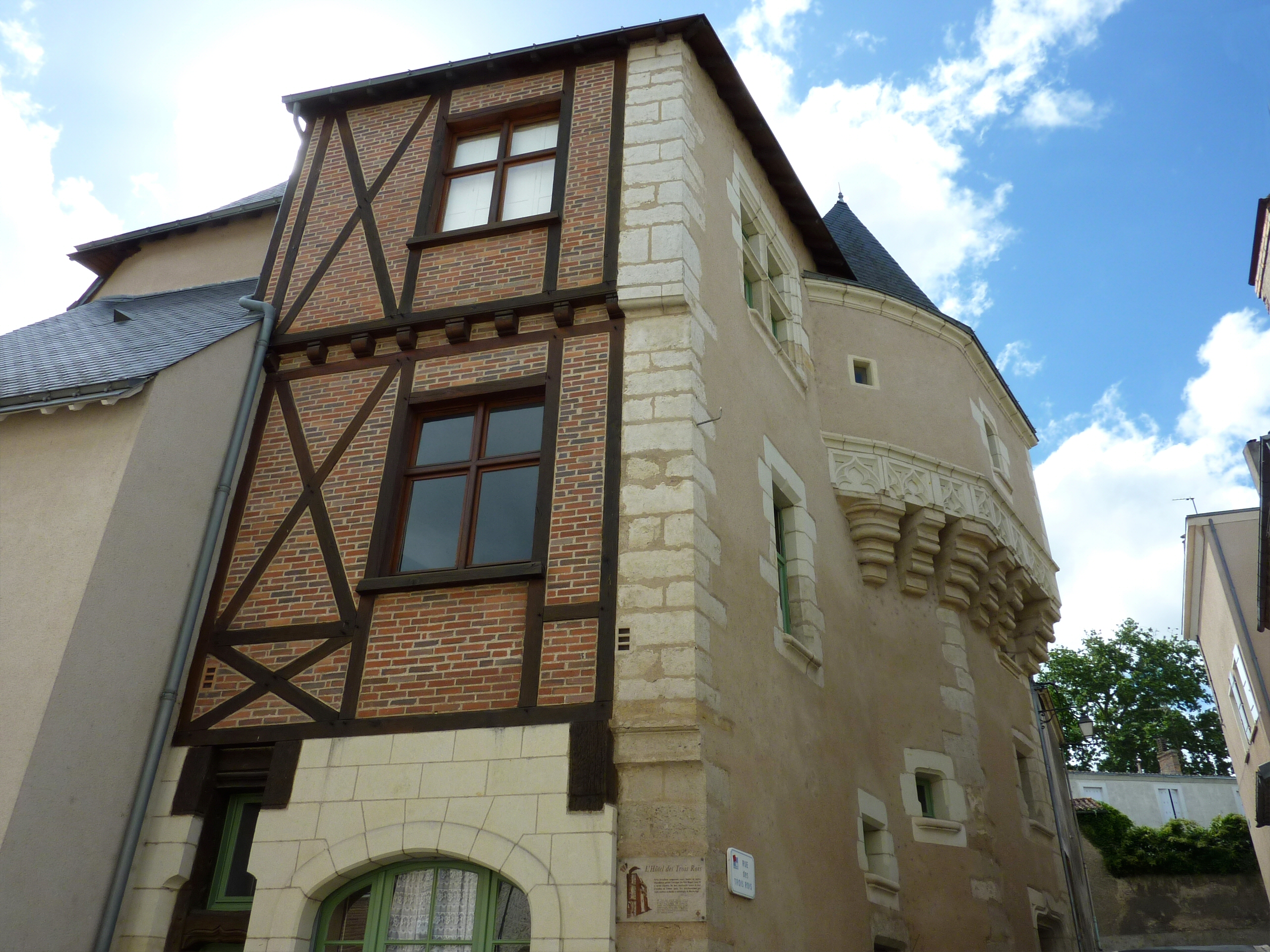
トロワ・ロワ邸

- サン・ラン教会 - 12世紀（原型は1021年[15]）。ルイ11世の最初の妃マルグリット・デコスの墓がある。19世紀建設の美しい鐘楼を持つ。
- サン・メダール教会 - 15世紀。ロマネスク様式、四角い鐘楼、4つの飾り迫縁を備えた入り口、1886年にロバン・ド・トゥール工房が手掛けた窓が特徴[16]。

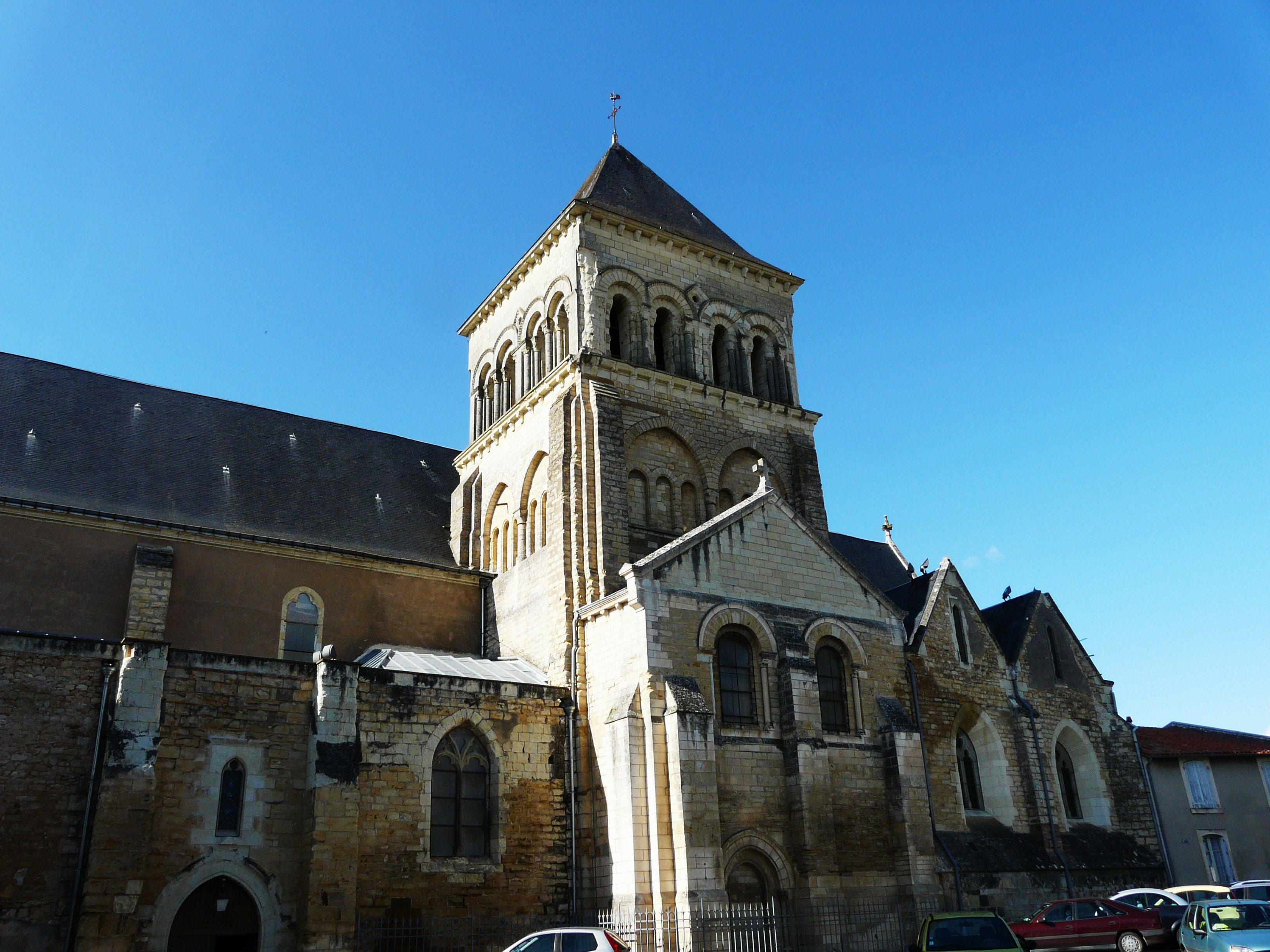
サン・ラン教会
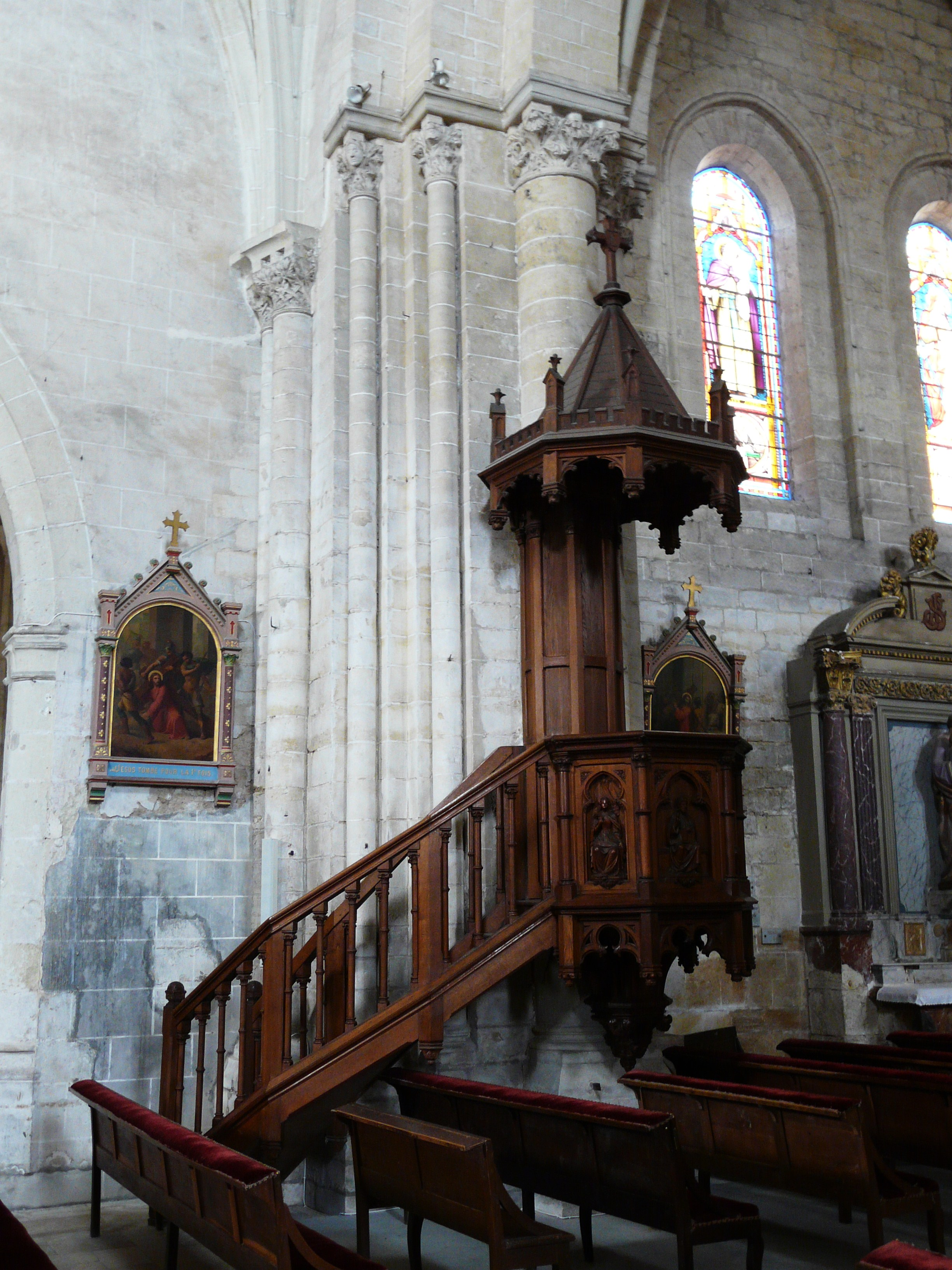
サン・ラン教会の説教壇
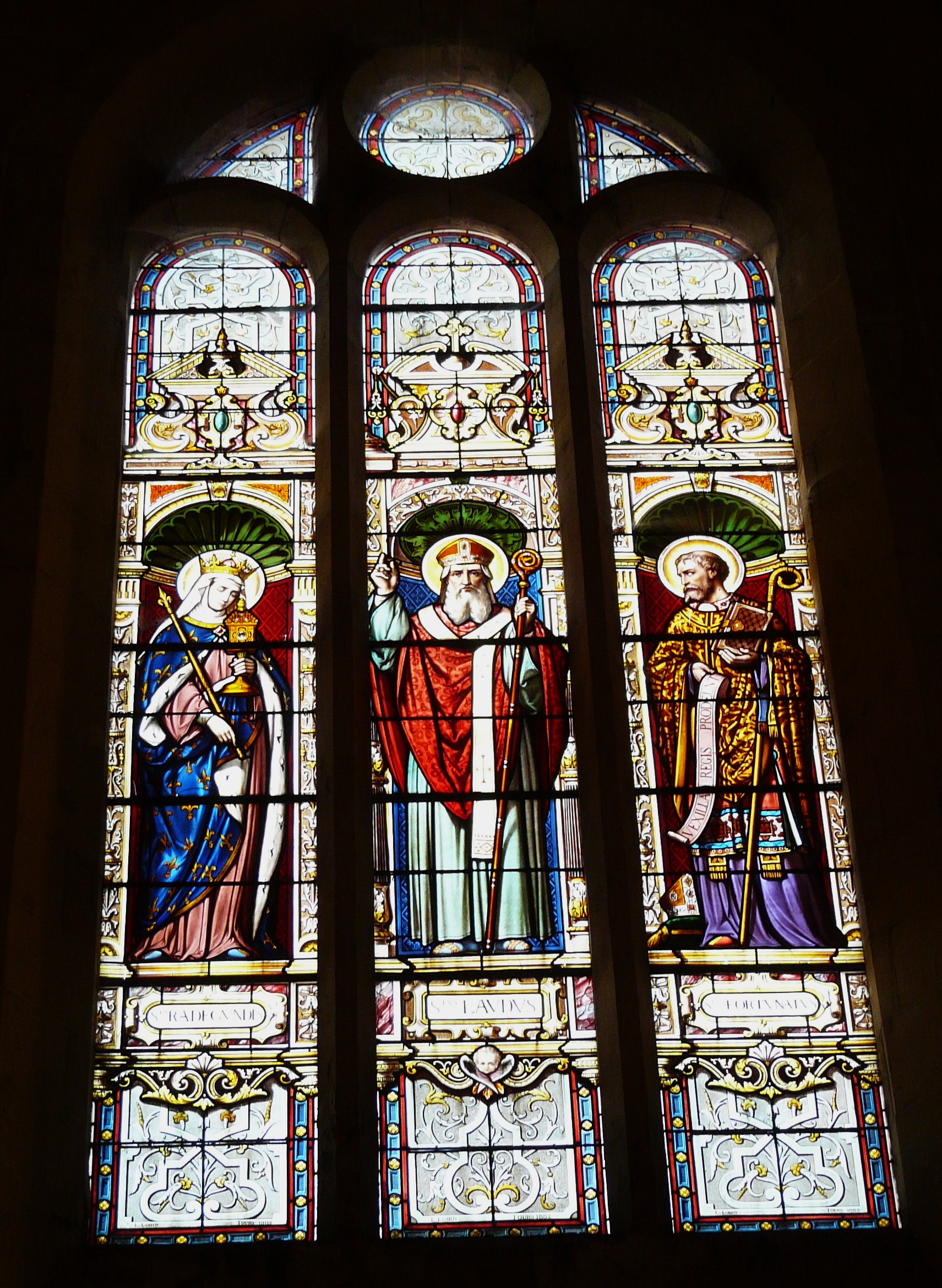
サン・ラン教会のステンドグラス。左から聖ラドゴンド、聖ラン、聖フォルテュネ
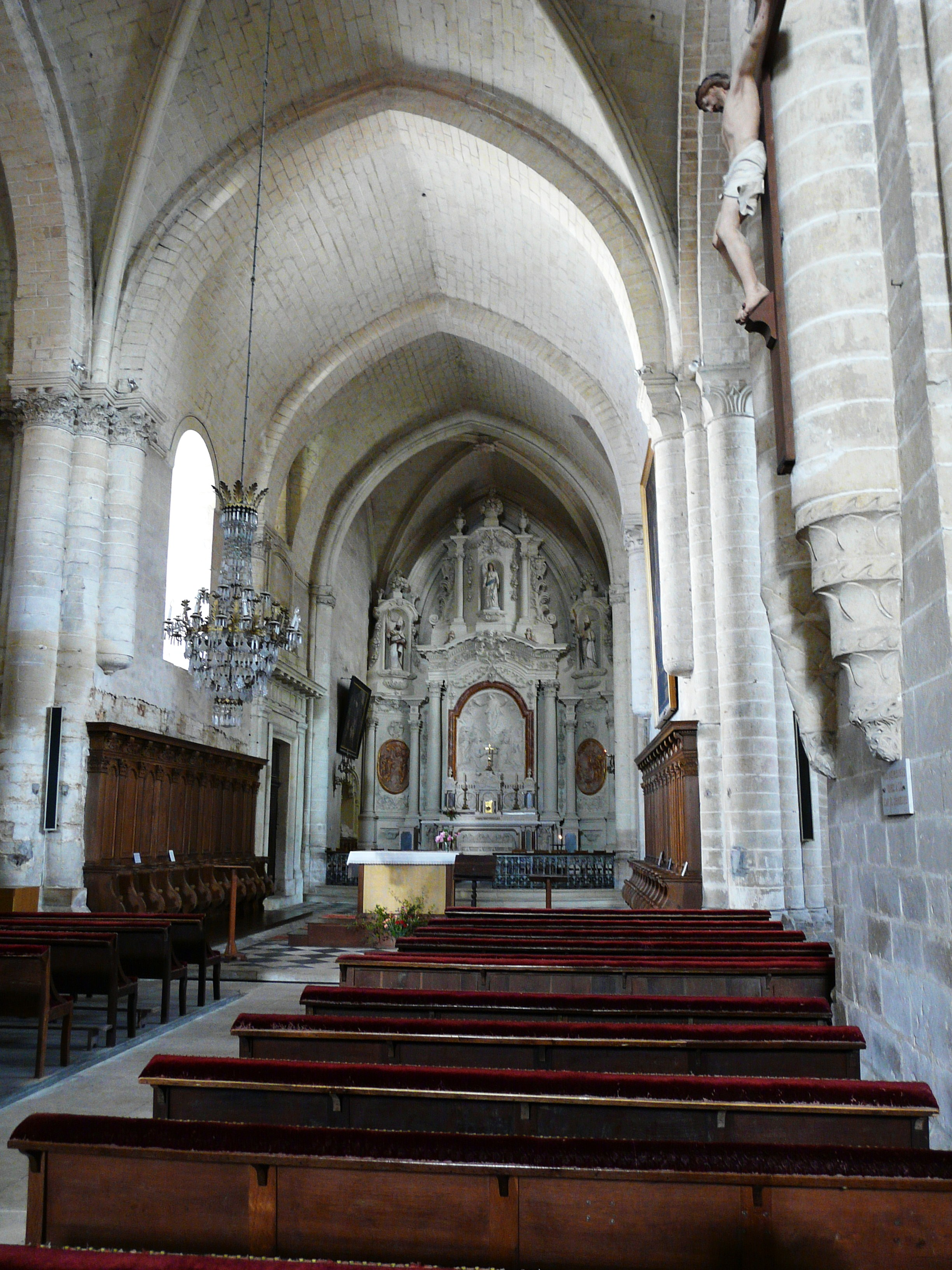
サン・ラン教会の身廊と祭壇画
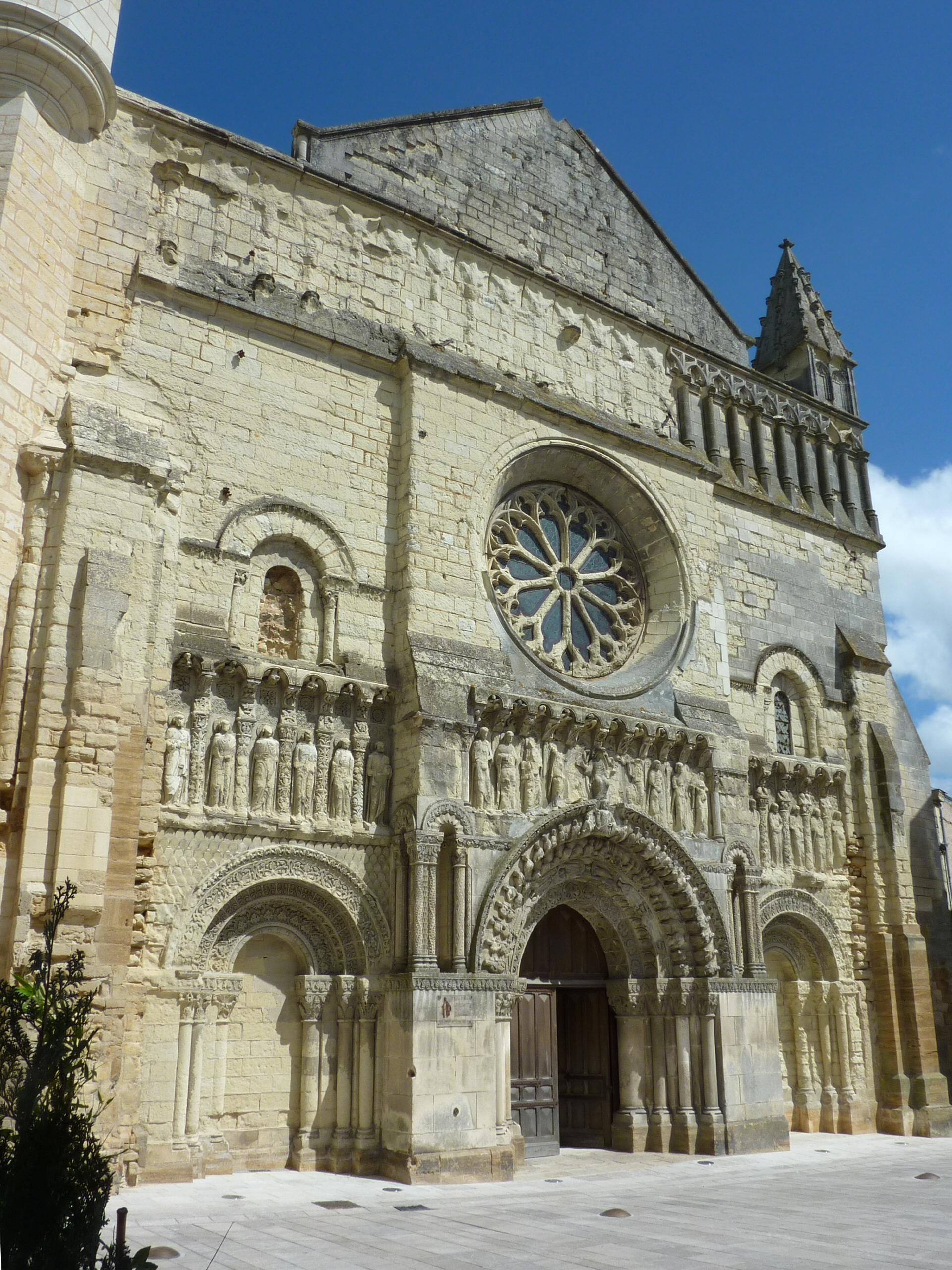
サン・メダール教会のファサード。ロマネスク様式の傑作
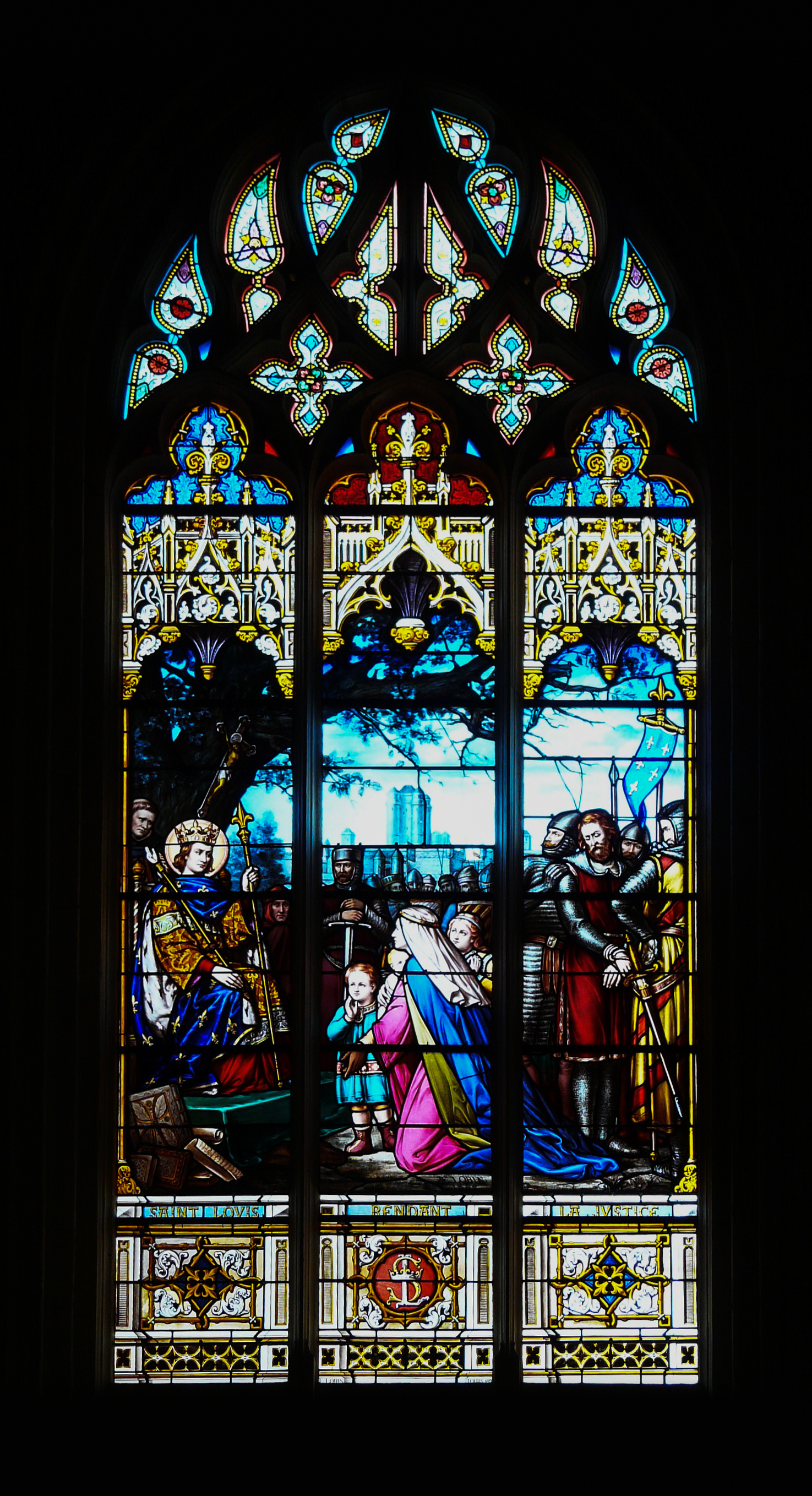
サン・メダール教会のステンドグラス。正義をつかさどる聖王ルイ
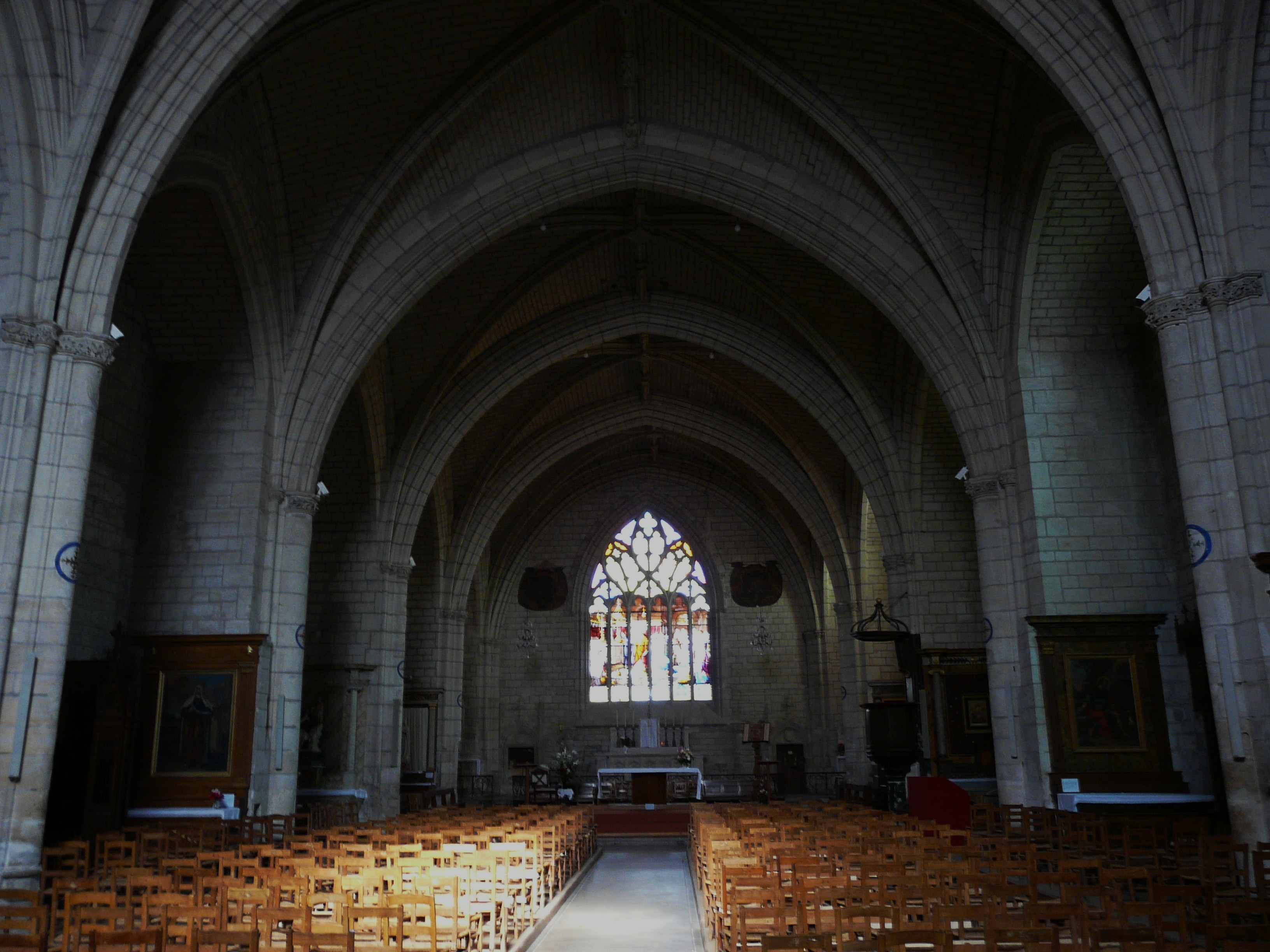
サン・メダール教会身廊

## 姉妹都市
- ディープホルツ、ドイツ
- ポールジャンティ、ガボン
- アンニュ、ベルギー
- ヘレンズバラ、スコットランド
- ミェンヅィジェツ・ポドラスキ、ポーランド

## 出身者
- ジャン＝ユーグ・アングラード：俳優